# フサイン・カーミル

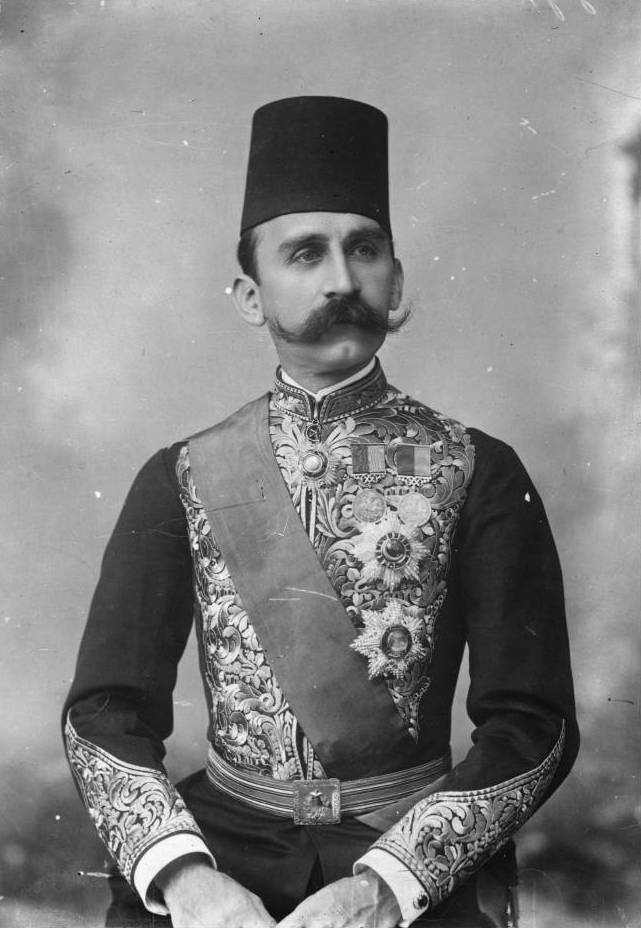
フサイン・カーミル

フサイン・カーミル（Husayn Kamil, 1853年11月21日 - 1917年10月9日）は、エジプト、ムハンマド・アリー朝の第8代君主（スルターン、在位：1914年 - 1917年）。先代アッバース・ヒルミー2世の叔父。

## 生涯
1853年、イスマーイール・パシャの次男として生まれる。
1914年7月、第一次世界大戦が勃発し、10月にオスマン帝国（現在のトルコ）がイギリスに宣戦布告すると、先代はトルコに協力しようと国民に呼びかけたためにイギリスに廃され、代わりに彼が即位させられた。温厚で実務能力が高かったが、「甥こそが正統な副王である」と主張して即位要請を二度に渡って拒否する。しかし、王朝そのものの廃絶を示唆されてやむをえず「スルターン」と改称した君主の地位についた。同年、エジプトは、イギリスの保護領になった。
即位と同時にイギリス軍は、戒厳令を引き報道規制して民族運動を押さえ込んだ。エジプトは連合軍の重要な作戦拠点となり、戦争特需によって一部の金持ちは潤ったが、大多数の国民は生活必需品の価格高騰に苦しんだ。特に軍役夫の徴用が怨嗟の的になった。こうしたなか1917年に病で崩御する。